# Sierra Baguales
Sierra Baguales är en bergskedja i Argentina, på gränsen till Chile. Den ligger i den södra delen av landet, 2 100 km sydväst om huvudstaden Buenos Aires.
Trakten runt Sierra Baguales består i huvudsak av gräsmarker. Trakten runt Sierra Baguales är nära nog obefolkad, med mindre än två invånare per kvadratkilometer.